# Sclerotiaria
Sclerotiaria es un género monotípico de planta herbácea perteneciente a la familia Apiaceae. Su única especie es: Sclerotiaria pentacearos.

## Taxonomía
Sclerotiaria pentacearos fue descrita por Yevgeni Korovin y publicado en Trudy Instituta Botaniki, Akademiya Nauk Kazakhskoi S S R. Alma-Ata 13: 243. 1962.
Sinonimia
- Schtschurowskia pentaceros Schischk.	[2]